# Obořiště

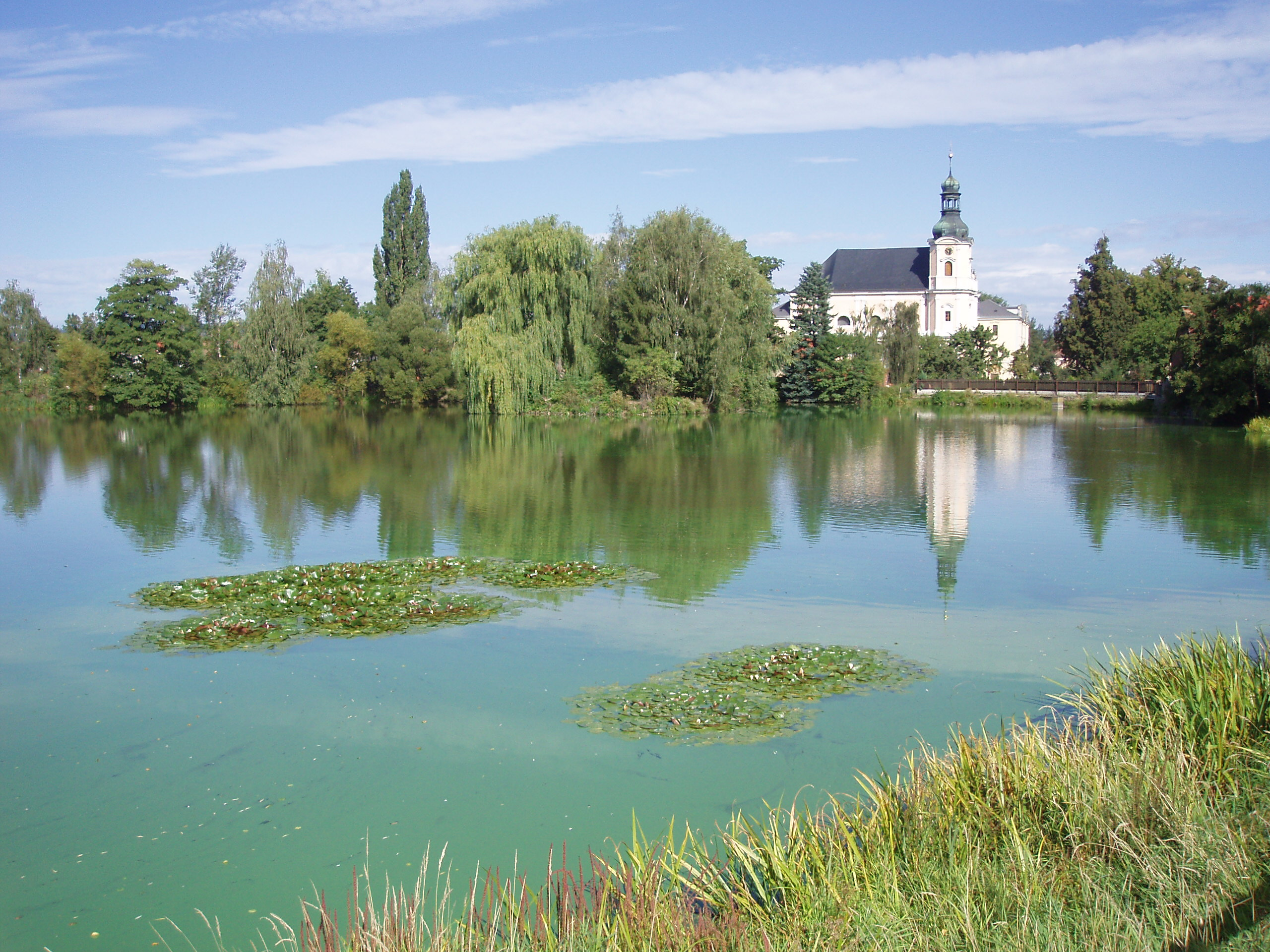
Teich Příkop und Kirche des hl. Josef

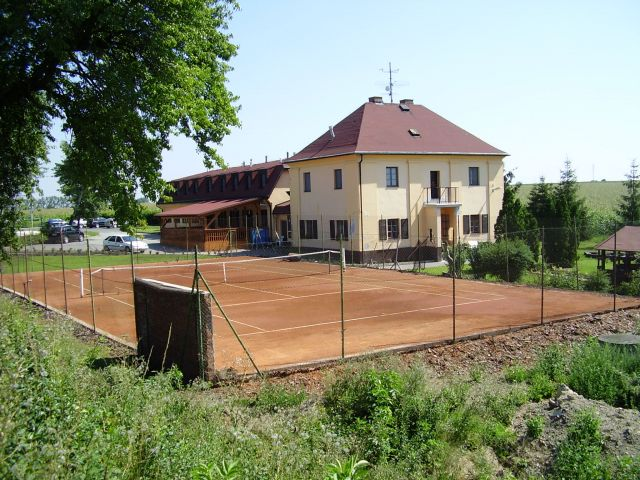
Pension Nový Rybník am Standort der ehemaligen Feste

Obořiště (deutsch Woborschischt, auch Wobořischt) ist eine Gemeinde in Tschechien. Sie liegt fünf Kilometer südwestlich von Dobříš und gehört zum Okres Příbram.

## Geographie
Obořiště befindet sich in der Dobříšská pahorkatina (Dobrischer Hügelland). Das Dorf liegt an der Einmündung des Baches Kotenčický potok in den Sychrovský potok. Im Ortszentrum befindet sich der vom Kotenčický potok gespeiste Teich Příkop, nordwestlich von Obořiště wird der Sychrovský potok im Teich Nový rybník (Neuteich) gestaut. Südöstlich erhebt sich der Druhlický vrch (442 m n. m.), im Süden der Na Vrších (442 m n. m.) sowie nordwestlich der Malý Ždírec (440 m n. m.) und der Velký Ždírec (461 m n. m.). Nördlich und westlich von Obořiště verläuft die Schnellstraße R 4, die nächste Abfahrt 32 Dobříš-jih befindet sich bei Dolní Svaté Pole.
Nachbarorte sind Svatá Anna und Lhotka im Norden, Dolní Svaté Pole und Svaté Pole im Nordosten, Tuškov, Budín und Libice im Osten, Daleké Dušníky und Druhlice im Südosten, Ouběnice und Ostrov im Süden, Dlouhá Lhota und Suchodol im Südwesten, Kotenčice, Kamenný Dvůr, Pičín und Buková u Příbramě im Westen sowie Rosovice und Sychrov im Nordwesten.

## Geschichte
Die erste schriftliche Erwähnung von Obořiště erfolgte im Jahre 1333 im Zusammenhang mit Mathias von Obořiště. Das Dorf war unter mehreren Besitzern aufgeteilt; ein Anteil gehörte den Vladiken von Obořiště, deren Wasserfeste nordwestlich des Dorfes am Sychrovský potok lag. Im Jahre 1372 war Venclin von Knín und Obořiště Besitzer eines Anteils, die Adlerkralle im Ortswappen geht auf sein Wappen zurück. Im Jahre 1425 eroberten die Hussiten unter Peter und Johann Zmrzlík von Schweißing die Feste Obořiště und zerstörten sie. Anstelle der Feste entstand später die Mühle Wobora, heute befindet sich an dem Platz die Pension Nový Rybník.
Petr Břekovec von Ostromeč, der Obořiště 1508 erworben hatte, und seine Nachfahren konnten auch die anderen Anteile des Gutes wieder vereinigen. 1550 kauften Sigismund Walkaun von Adlar und Petr Zálužský von Podhoří auf Nedrahovice das Gut, später gehörte es den Bechinie von Lazan. Im Jahre 1641 besaß Jan Vitanovský von Vlčkovice das Gut Obořiště. Ihm folgte sein Sohn Ctibor und nach dessen Tod im Jahre 1655 dessen Witwe Salomena Theresia Chanowsky von Langendorf. 1675 kaufte Jan Tomáš Pešina z Čechorodu das Gut Obořiště von Salomena Theresia Chanowsky und regte die Pauliner zur Gründung eines Klosters an. In seinem Testament vermachte Pešina das Gut dem Orden, der 1681 in der Landtafel als Eigentümer von Obořiště eingetragen wurde. Anschließend begann der Bau des Klosters, das 1688 fertiggestellt wurde. Zwischen 1702 und 1711 entstand die barocke Klosterkirche St. Josef. 1713 brach in Obořiště die Pest aus und verbreitete sich dann auf ganz Böhmen.
Am 20. März 1786 hob Joseph II. den Paulinerorden per kaiserlichem Dekret auf und zog dessen Güter und Klöster zu Gunsten der Hofkammer ein. 1789 ersteigerte Franz de Paula Gundaker von Colloredo-Waldsee-Mels das Gut Obořiště als Geschenk für seine Frau Maria Isabella, die es an ihre Herrschaft Dobřisch anschloss. Nach Maria Isabellas Tod im Jahre 1794 erbte ihr Sohn Rudolph Joseph II. die Güter. Er ließ mit einfacher Landesbefugnis vom 24. Dezember 1824 im ehemaligen Kloster eine Bleizuckerfabrik errichten. Nach dem Tode des kinderlosen Rudolf Joseph II. von Colloredo-Mannsfeld fiel die Herrschaft 1844 an dessen Neffen Franz de Paula Gundaccar II. von Colloredo-Mannsfeld.
Im Jahre 1846 umfasste das Gut Wobořischt eine Nutzfläche von 1033 Joch 1251 Quadratklafter; zum Gut gehörte einzig das gleichnamige Dorf. Das im Berauner Kreis an der Passauer Straße gelegene Dorf Wobořischt, auch Wobořisst bzw. Obořisst genannt, bestand aus 53 Häusern mit 426 Einwohnern, darunter zwei jüdische und eine protestantische Familie. Im Ort gab es einen obrigkeitlichen Meierhof, eine obrigkeitliche Schäferei, die obrigkeitliche Bleizuckerfabrik im Gebäude des aufgehobenen Paulinerklosters, ein Einkehr-Wirtshaus und eine Mühle. In der entweihten Klosterkirche des hl. Joseph war noch der Hochaltar vorhanden. Pfarrort war Heiligfeld. Bis zur Mitte des 19. Jahrhunderts blieb Wobořischt der Herrschaft Dobřisch untertänig.
Nach der Aufhebung der Patrimonialherrschaften bildete Obořišť / Wobořischt ab 1850 einen Ortsteil der Gemeinde Svaté Pole im Gerichtsbezirk Dobříš. 1853 wurde die Bleizuckerfabrik geschlossen und die Produktion nach Dobříš verlagert. Ab 1868 gehörte das Dorf zum Bezirk Příbram. Am 29. August 1868 wurde die von Obořiště gesuchte Abtrennung von Svaté Pole durch den Böhmischen Landtag abgelehnt, am 17. Jänner 1874 gab der Landtag schließlich seine Zustimmung zur Bildung der selbstständigen Gemeinde Obořiště. Im Jahre 1902 erwarben die Redemptoristen das ehemalige Kloster und errichteten darin ein Theologisches Institut und Gymnasium. Im Jahre 1932 lebten in Obořiště 541 Personen. Ab 1949 gehörte Obořiště zum neugebildeten Okres Dobříš, nach dessen Aufhebung wurde die Gemeinde 1960 wieder Teil des Okres Příbram. Das Theologische Institut Obořiště wurde in der Nacht vom 13. auf 14. April 1950 im Rahmen der Aktion K durch die Staatssicherheit und Volksmilizen gewaltsam aufgelöst. Seit dem 20. August 1953 wird das ehemalige Kloster als Erziehungsanstalt genutzt. 1961 wurde Lhotka nach Obořiště eingemeindet. Nach 1989 erhielt die Familie Colloredo-Mannsfeld einen Teil der Wälder und Felder bei Obořiště rückübertragen.

## Gemeindegliederung
Die Gemeinde Obořiště besteht aus den Ortsteilen Lhotka und Obořiště (Woborschischt). Das Gemeindegebiet gliedert sich in die Katastralbezirke Lhotka u Dobříše und Obořiště.

## Sehenswürdigkeiten
- Barocke Klosterkirche des hl. Josef, errichtet 1702–1711 nach Plänen von Christoph Dientzenhofer. Am 21. März 1712 wurde sie geweiht.
- Ehemaliges Paulinerkloster, erbaut 1681–1688. 1786 wurde es aufgehoben. Zwischen 1825 und 1853 wurde das Klostergebäude als Bleizuckerfabrik und zwischen 1902 und 1950 als Theologisches Institut sowie Gymnasium der Redemptoristen genutzt. Seit 1953 dient es als Erziehungsanstalt.
- Gasthaus "U Štefanidesů", das barocke Gasthaus gehörte ursprünglich zum Gut Obořiště. 1865 erwarb es der Dobříšer Bürger Vojtěch Štefanides, seither befindet es sich im Familienbesitz.
- Statue des hl. Johannes von Nepomuk
- Kapelle in Lhotka

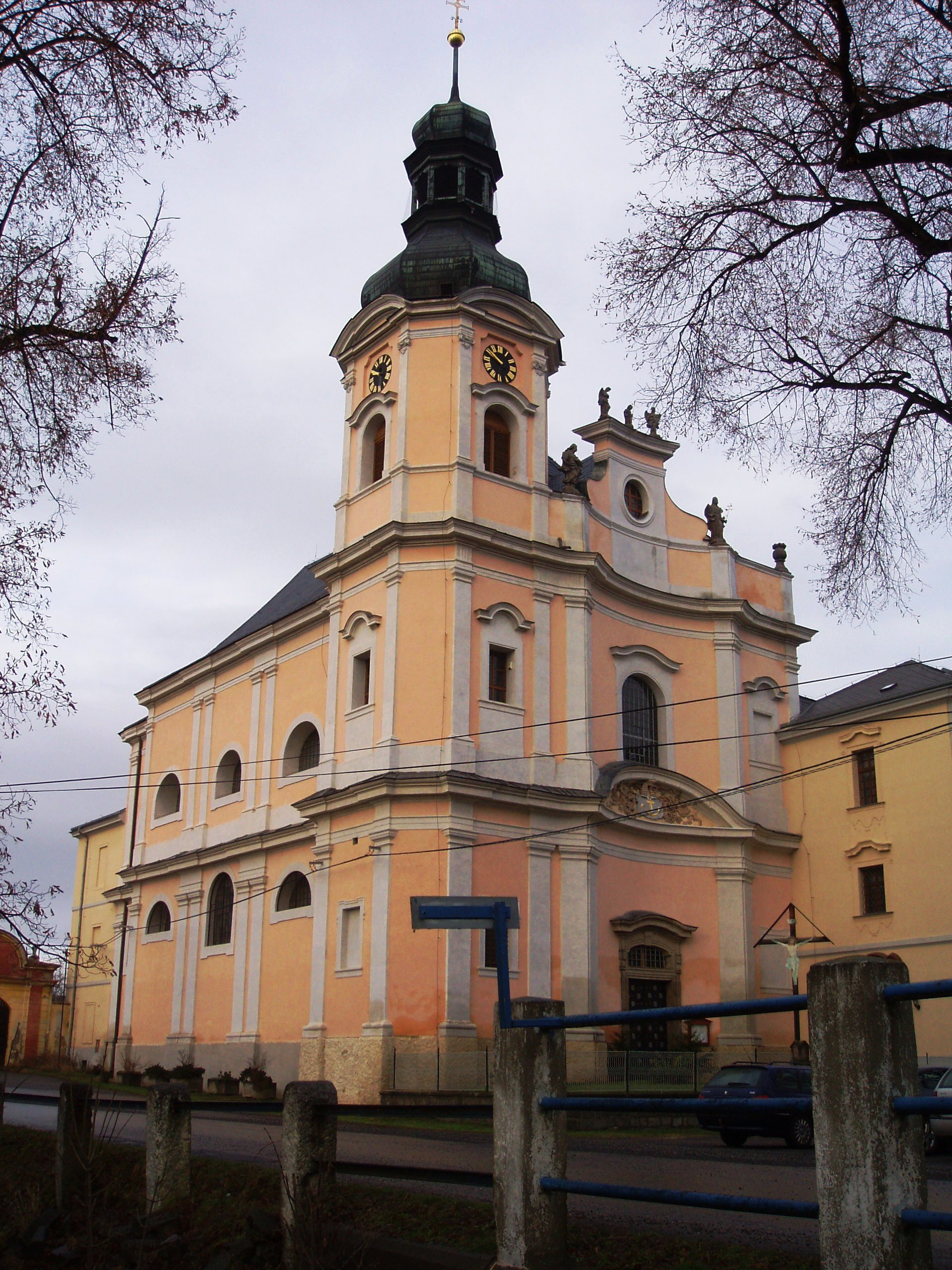
Kirche des hl. Josef
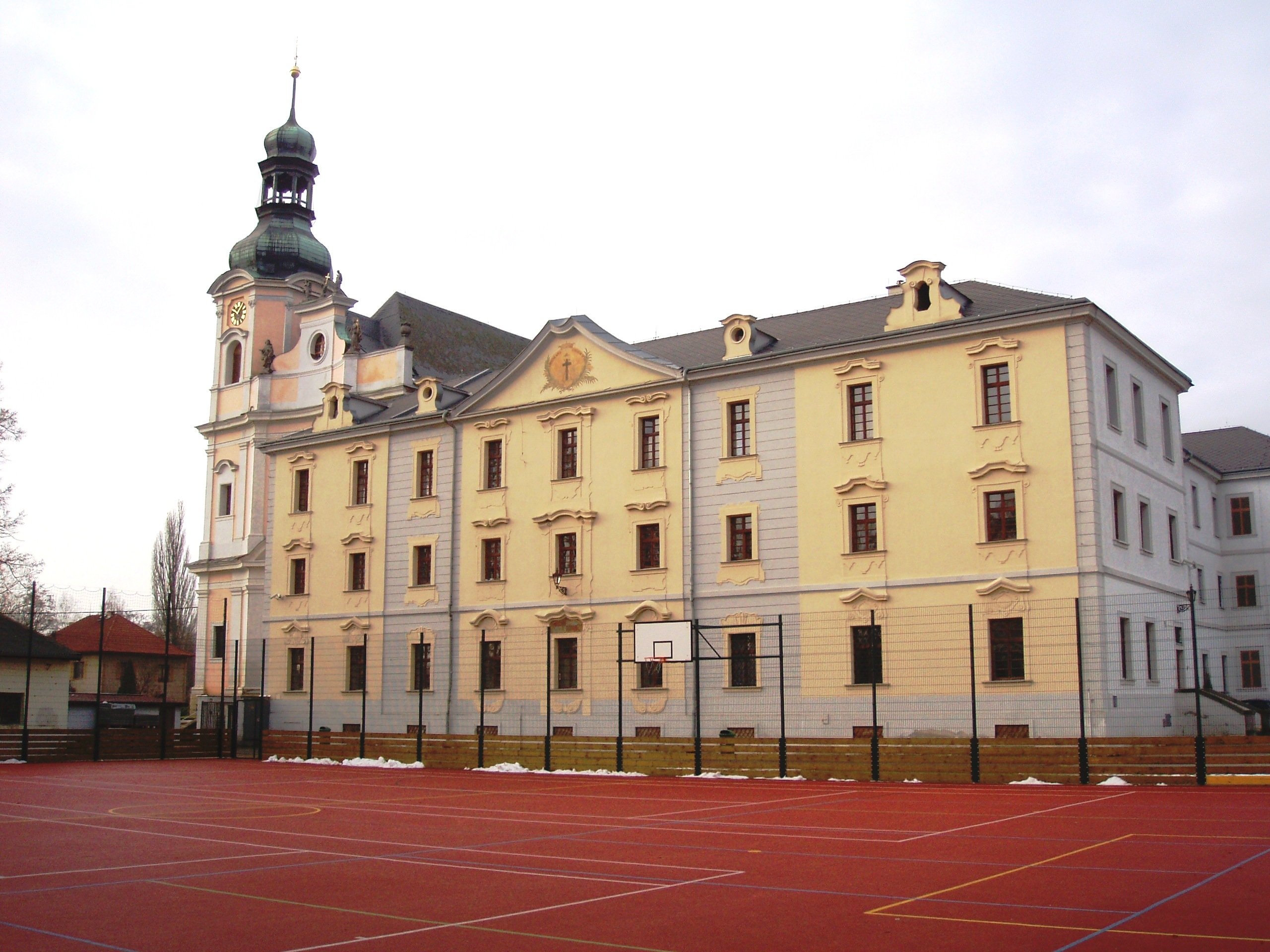
Ehemaliges Paulinerkloster Obořiště
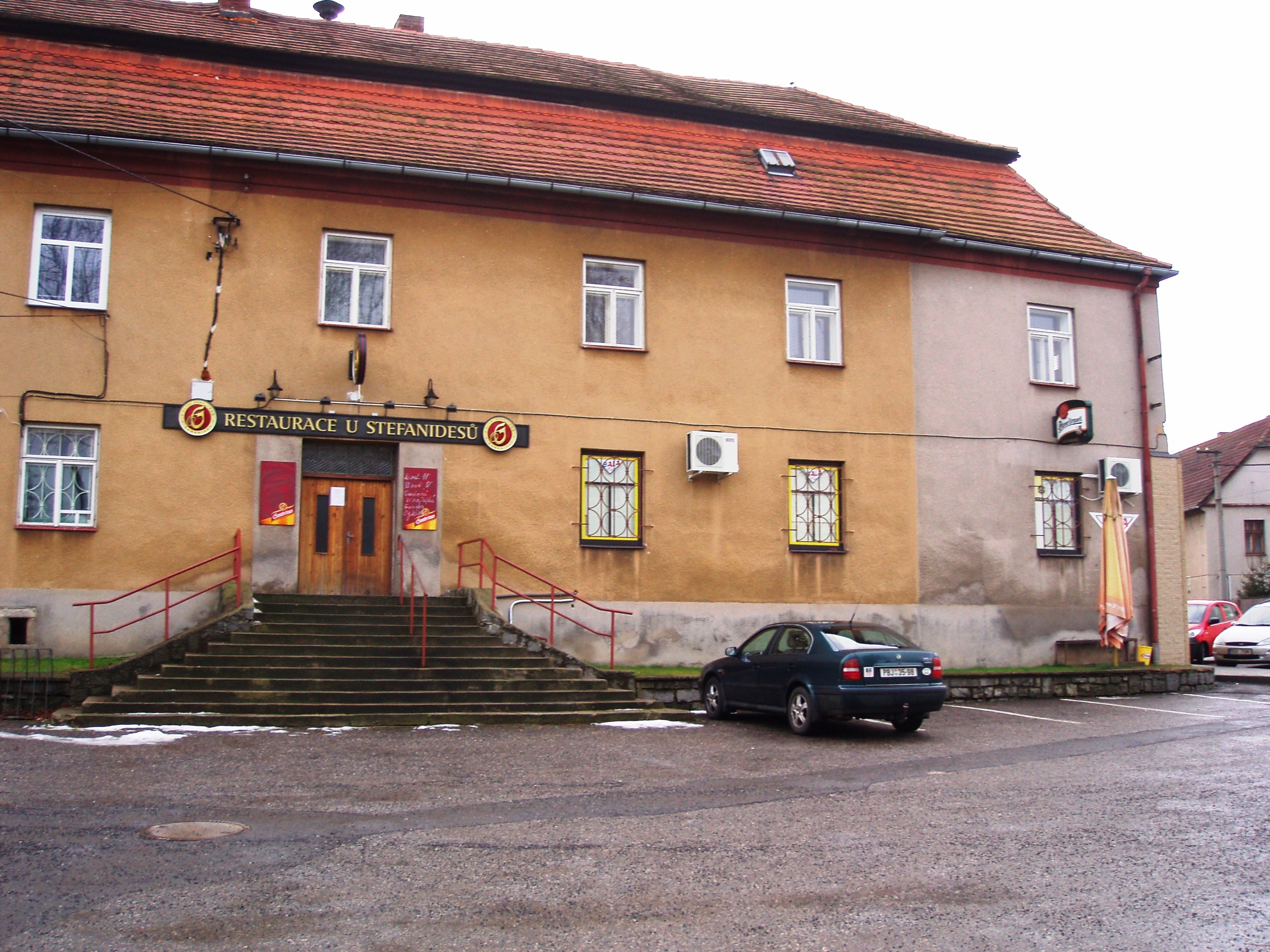
Gasthaus U Štefanidesů
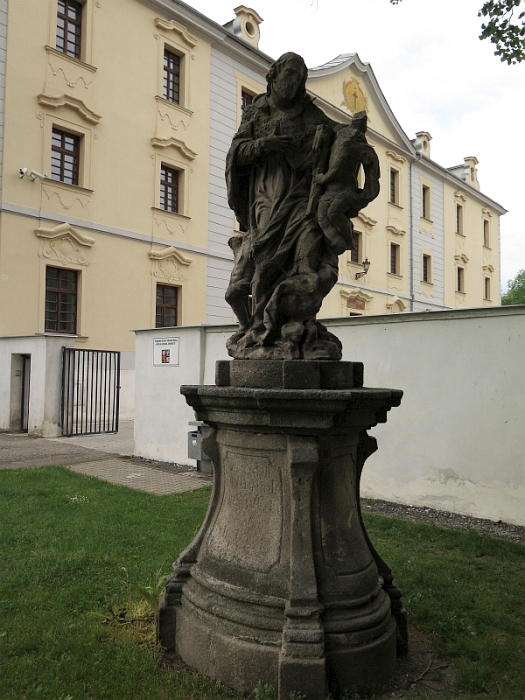
Statue des hl. Johannes von Nepomuk